# Jean Vigneau
Pour les articles homonymes, voir Vigneau.
Jean Vigneau (Monein, 8 décembre 1919 - Marseille, 30 mai 1975) est un éditeur français.

## Biographie
Après avoir été l'un des administrateurs des éditions Bernard Grasset, Jean Vigneau crée sa propre maison d'édition à Marseille en 1941 au 22, rue de Madagascar.
Ses premiers ouvrages sortent en 1942 : Les Nouvelles chevaleries de Henry de Montherlant, Mer franque de Charles Braibant, Savoir commander de Jean des Vignes-Rouges, La Parcelle Z et  Les Signaux du soleil de Jacques Spitz, Cerfs-volants d'Émile Danoën, Le Père Urcan de l'écrivain roumain Pavel Dan (traduction française de Gabrielle Cabrini et d'Eugène Ionesco), Les Écrivains du peuple de Michel Ragon, Les Poètes créoles du XVIIIe siècle de Raphaël Barquissau et Paul Valéry, l'homme et l'œuvre d'Aimé Lafont.
En 1944, il publie Les Amitiés particulières de Roger Peyrefitte, qui obtient le prix Renaudot en 1945, année où il installe sa maison d'édition à Paris, au 70 bis, rue d’Amsterdam, où il publie notamment une importante collection de littérature légendaire et populaire.
En 1966, il devient le Directeur-général adjoint de la Revue des deux Mondes poste qu'il occupe jusqu'en 1971.
Il a reçu la Francisque.